# 沢谷駅
沢谷駅（さわだにえき）は、島根県邑智郡美郷町石原にあった、西日本旅客鉄道（JR西日本）三江線の駅（廃駅）である。三江線の廃止に伴い、2018年（平成30年）4月1日に廃駅となった。

## 歴史
- 1975年（昭和50年）8月31日：三江線の浜原駅 - 口羽駅間延伸に伴い、開業[1]。旅客営業のみ。
- 1987年（昭和62年）4月1日：国鉄分割民営化により、西日本旅客鉄道が継承[1]。
- 2018年（平成30年）4月1日：三江線の全線廃止に伴い、廃駅となる。

## 駅構造
廃止時は、三次方面に向かって左側（構内の北東側）に単式ホーム1面1線を有する地上駅（停留所）であった。ホーム上に待合室があるのみの無人駅（浜田鉄道部管理）で、入場時は直接ホームに入る形状になっていた。なお、自動券売機等は設置されなかった。

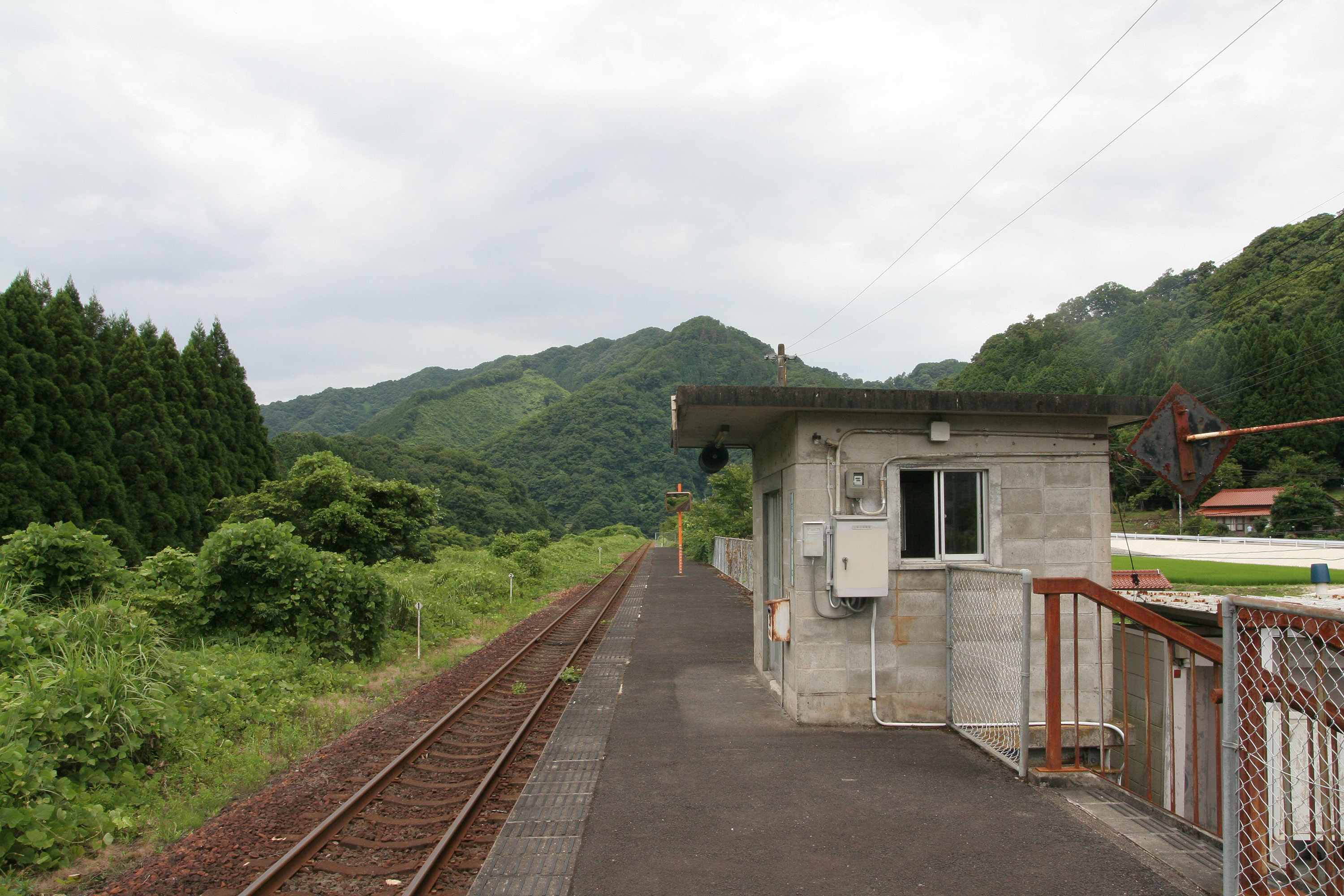
構内（2008年7月）
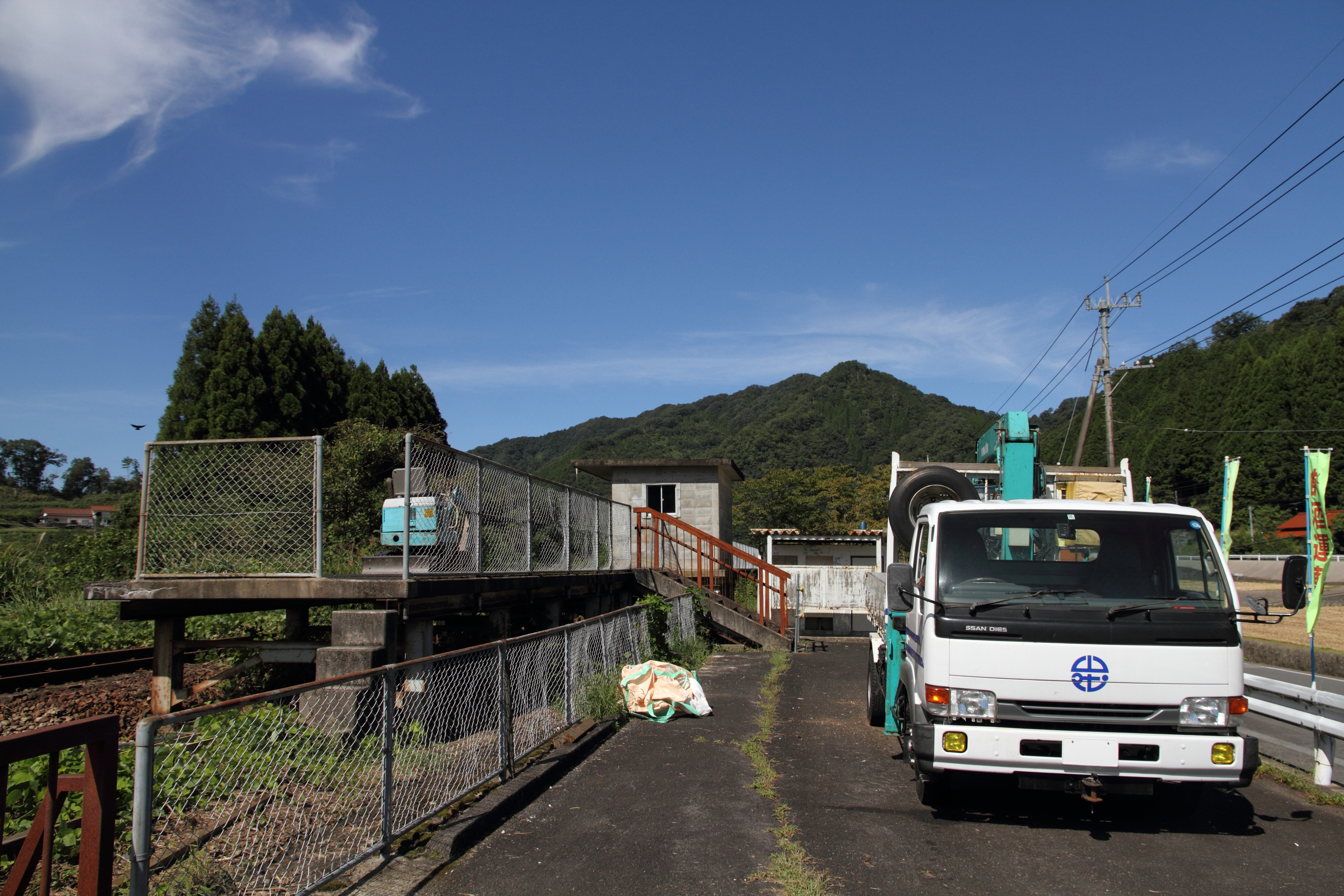
駅入口。廃線後も待合室は残存している（2019年9月）

## 利用状況
近年の1日平均乗車人員は以下の通りである。なお、1994年度は25人、1984年度は29人だった。
| 乗車人員推移 | 乗車人員推移 |
| 年度         | 1日平均人数  |
| ------------ | ------------ |
| 1999         | 14           |
| 2000         | 12           |
| 2001         | 11           |
| 2002         | 8            |
| 2003         | 7            |
| 2004         | 7            |
| 2005         | 8            |
| 2006         | 8            |
| 2007         | 8            |
| 2008         | 10           |
| 2009         | 8            |
| 2010         | 6            |
| 2011         | 2            |
| 2013         | 2            |
| 2014         | 1            |
| 2015         | 1            |
| 2016         | 1            |
| 2017         | 2            |

## 駅周辺

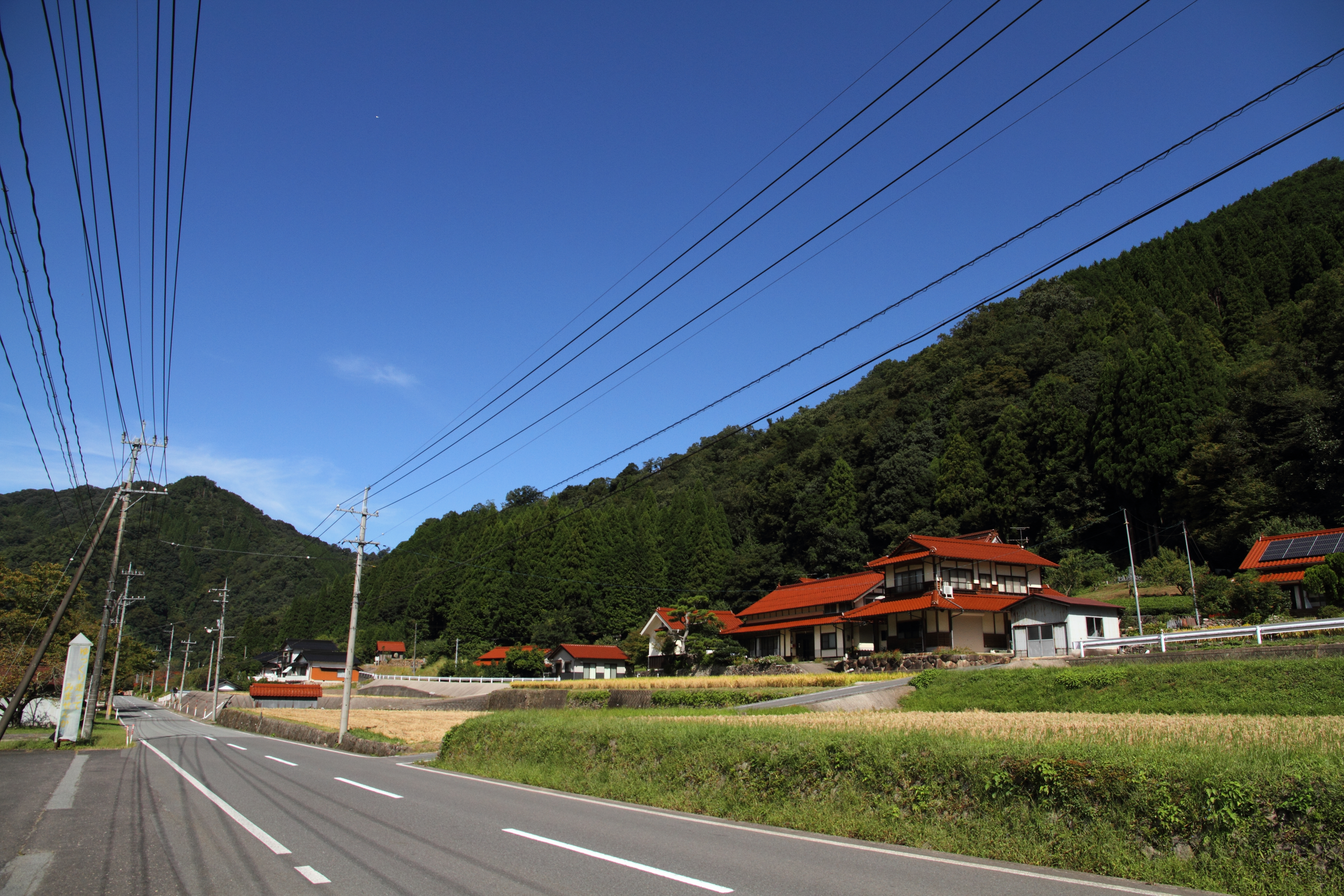
駅周辺（2019年9月）

周辺には田畑、民家が点在している。なお、千原温泉は駅からやや離れた所（4.3 km）にある。
- 千原簡易郵便局
- 西蓮寺
- 法光寺
- 島根県道166号美郷飯南線
- 石見交通「沢谷駅前」バス停 - 粕淵線

## その他
- 三江線活性化協議会により、石見神楽の演目名にちなんだ「猿丸太夫」の愛称が付けられていた[2]。

## 隣の駅
西日本旅客鉄道（JR西日本）
 三江線
浜原駅 - 沢谷駅 - 潮駅

#### 統計資料
1. ↑  “島根県統計書”. しまね統計情報データベース.   島根県政策企画局. 2025年2月5日閲覧。